# Příšerky s.r.o.
Příšerky s.r.o. (v anglickém originále Monsters, Inc.) jsou americký animovaný komediální film z roku 2001.
Snímek z dílny studia Pixar zrežíroval Pete Docter a získal jednoho Oskara za píseň „If I Didn't Have You“ a tři nominace v kategoriích hudba, střih zvukových efektů a animovaný film.

## Děj
Město Monstropolis je obýváno příšerkami. Ve zdejší továrně „Příšerky s.r.o.“ zaměstnanci s názvem „Strašáci“ pronikají do dětských pokojů speciálně upravenými šatníkovými dveřmi, které jsou vlastně branami do světa lidí. Tam děsí děti a sbírají jejich jekot a mění ho v energií, pohánějící město příšerek. Práce strašáků je považována za nebezpečnou, protože příšerky se domnívají, že děti jsou jedovaté a dotýkat se jich může mít fatální následky. Nicméně výroba klesá, protože děti je stále těžší vyděsit a mladí adepti strašení nemají to správné nadání. Ředitel továrny Henry J. Waternoose III je odhodlán najít řešení. Obrátí se proto na strašáka Jamese P. „Sulley“ Sullivana, který žije se svým asistentem a nejlepším přítelem Mikem Wazowskim, jestli by mladým strašákům nepředvedl, jak se straší. Sulley a Mike soupeří se strašákem jménem Randall Boggs o získání rekordu ve strašení. Během všedního dne v práci ve „Strašárně“ strašák George Sanderson náhodou z dětského pokoje ve světě lidí přenese dětskou ponožku do továrny. To vyvolá poplach a na scéně se objevuje CDA – detekční agentura, která musí dezinfikovat celé pracoviště i samotného Sandersona. Mika navíc úřednice Rose upozorní, že řádně nevyplnil papíry a musí je včas odevzdat. Mikovi tím může pokazit plány na večerní schůzku s příšerkou jeho snů Celií a ten požádá Sulleyho, aby papíry vyplnil místo něj.
Když pomáhá Mikovi s papírováním, Sulley zjistí, že Randall nechal aktivované dveře na Strašecí ploše ve zjevné snaze podvádět, a mladá dívka vstoupila do továrny, což způsobí hrůzu Sulleymu. Po několika neúspěšných pokusech dát jí zpátky, ji nabere do sáčku a schovává ji, než Randall přijde a vrátí dveře do skladu. Mike a jeho přítelkyně Celia jsou na rande u Harryhausena, kam Sulley přijde pro pomoc, ale propuká chaos, když se dívka objevila v restauraci a CDA restauraci prohledává. Sulley a Mike uniknou CDA a vemou dívku domů, zjistili, že ona není toxická podle všech. Sulley se rychle poutá k dívce a pojmenuje ji „Boo“. Další den, ji pašují do továrny, a Mike se snaží vrátit ji přes její dveře. Randall se jí snaží unést, ale unese místo Boo, Mika omylem.
V suterénu, Randall odhalí Mikovi vybudovaný mučící stroj, „Scream Extractor“ extrahuje výkřiky dětí.
Randall připoutá Mika k židli na experimentování, ale Sulley zastaví Randella a použije stroj na Mikea a chce donés zprávy o Randallovi Waternoosovi. Když Waternoose ukáže, že on je spojený s Randellem, tak Mika a Sulleyho exulantuje do Himálaje. Tato dvě opatření jsou přijata od sněžného muže, který jim řekne o nedaleké vesnici, o které Sulleyho uvědomí, že to může použít k dostání zpět do továrny. Sulley najde Randella, ale ten na něj zaútočí, ale Mike si myslí, že jejich současná situace je Sulleyho vina z ohledu na jeho radu, odmítá, aby ho následovali. Sulley se vrací do továrny a zachrání Boo ze Scream Extractor. Mike se vrátí, aby se omluvil Sulleymu a bezděčně mu pomůže porazit Randalla v boji.
Randall sleduje Mike a Sulleyho jak spěchají do továrny a podniknou jízdu po dveřovém okruhu do skladu, přičemž je přiveden do obrovského sálu, kde jsou uloženy miliony dveří. Boo díky smíchu aktivuje dveře a umožňuje honičkou projít dovnitř a ven z lidského světa. Po Dobytí Booina její strachu Boo zastaví Randalla když tlačí Sulley z otevřených dveří.
Sulley a Mike jsou konečně přístupni k Boo, ale Waternoose a CDA poslali jej zpět na Strašecí plochu. Mike odvádí CDA, zatímco Sulley unikne s Boo a jejími dveřmi, když je Waternoose následuje. Waternoose je napálen a přizná svůj plán k unesení dětí v simulační ložnici a je zatčen CDA, ačkoli Waternoose obviňuje Sulleyho za zničení společnosti. CDA vůdce, č. 001, je odhalen, je to Roz, která byla v utajení po dvou a půl letech se snažením prokázat, že bylo spiknutí v Příšerkách sro. Sulley a Mike se rozloučí s Boo a vrátí ji domů, a na rozkaz Roz jsou Booini dveře pak skartovány. Sulley se stane novým předsedou Příšerek sro, a to díky svým zkušenostem s Boo, a přijde s plánem, jak ukončit energetické krize v Monstropolis.
O několik měsíců později, Sulleyho vedení výrazně ovlivnilo podnikatelský plánu a produktivitu. Monstra nyní procházejí do dětských pokojů s cílem je rozesmát, protože smích je desetkrát silnější než křik. Mike si vezme Sulleyho stranou, aby mu ukázal Booiny dveře, které přestavěl z drceného odpadu. Sulley udržuje poslední kus jako memento, a když ji umístí, dveře aktivuje a vstoupí a najde Boo ve svém pokoji.

## Postavy
- Boo
- James P. Sullivan
- Mike Wazowski
- Mr. Waternoos
- Randall Boggs